# Biathlon ai XXII Giochi olimpici invernali - 10 km inseguimento femminile
Nel biathlon ai XXII Giochi olimpici invernali la gara dell'inseguimento femminile si disputò nella giornata dell'11 febbraio nella località di Krasnaja Poljana sul comprensorio sciistico Laura.
Campionessa olimpica uscente era la tedesca Magdalena Neuner, che aveva conquistato l'oro nella precedente edizione di Vancouver 2010, sopravanzando nell'ordine la slovacca Anastasija Kuz'mina e la francese Marie-Laure Brunet; detentrice del titolo iridato di Nové Město na Moravě 2013 era la norvegese Tora Berger.
La bielorussa Dar″ja Domračava vinse la medaglia d'oro, la norvegese Tora Berger quella d'argento e la slovena Teja Gregorin quella di bronzo.
Nei mesi di novembre e dicembre del 2017, nell'ambito delle inchieste sul doping di Stato in Russia, il Comitato Olimpico Internazionale accertò una violazione delle normative antidoping compiute da Jana Romanova, Ol'ga Viluchina e Ol'ga Zajceva in occasione delle Olimpiadi di Soči, annullando così i risultati ottenuti dalle tre sciatrici. Tutte e tre presentarono ricorso contro tale decisione, il 24 settembre 2020 il Tribunale Arbitrale dello Sport si pronunciò definitivamente sulla squalifica inflitta dal CIO, annullando le sanzioni a Romanova e Viluchina, ma confermando quella imposta a Zajceva.

## Classifica di gara
| Pos.    | Pett. | Atleta                  | Nazione     | Handicap | Tempo   | Errori (P+P+S+S) | Distacco |
| ------- | ----- | ----------------------- | ----------- | -------- | ------- | ---------------- | -------- |
| Oro     | 9     | Dar″ja Domračava        | Bielorussia | 0'32     | 29'30”7 | 1 (0+0+0+1)      | 0”0      |
| Argento | 10    | Tora Berger             | Norvegia    | 0'34     | 30'08”3 | 1 (0+0+0+1)      | +37”6    |
| Bronzo  | 15    | Teja Gregorin           | Slovenia    | 0'42     | 30'12”7 | 1 (0+0+1+0)      | +42”0    |
| 4       | 29    | Gabriela Soukalová      | Rep. Ceca   | 1'11     | 30'18”3 | 1 (0+0+0+1)      | +47”6    |
| 5       | 12    | Valentyna Semerenko     | Ucraina     | 0'38     | 30'23”6 | 1 (1+0+0+0)      | +52”9    |
| 6       | 1     | Anastasija Kuz'mina     | Slovacchia  | 0'00     | 30'29”1 | 2 (0+1+0+1)      | +58”4    |
| 7       | 2     | Ol'ga Viluchina         | Russia      | 0'20     | 30'32”9 | 1 (0+1+0+0)      | +1'02”2  |
| 8       | 4     | Karin Oberhofer         | Italia      | 0'28     | 30'37”8 | 1 (0+0+1+0)      | +1'07”1  |
| 9       | 24    | Ann Kristin Flatland    | Norvegia    | 1'04     | 30'40”2 | 0 (0+0+0+0)      | +1'09”5  |
| 10      | 3     | Vita Semerenko          | Ucraina     | 0'22     | 30'40”3 | 2 (0+1+1+0)      | +1'09”6  |
| DSQ     | 28    | Ol'ga Zajceva           | Russia      | 1'10     | 30'43”0 | 0 (0+0+0+0)      | +1'12”3  |
| 12      | 5     | Anaïs Bescond           | Francia     | 0'30     | 30'43”7 | 2 (0+0+1+1)      | +1'13”0  |
| 13      | 17    | Nadzeja Skardzina       | Bielorussia | 0'44     | 30'43”7 | 1 (0+0+0+1)      | +1'13”0  |
| 14      | 20    | Marie Dorin             | Francia     | 0'48     | 30'53”6 | 1 (0+0+1+0)      | +1'22”9  |
| 15      | 13    | Selina Gasparin         | Svizzera    | 0'40     | 30'59”1 | 2 (0+0+1+1)      | +1'28”4  |
| 16      | 30    | Kaisa Mäkäräinen        | Finlandia   | 1'12     | 31'02”3 | 3 (0+0+2+1)      | +1'31”6  |
| 17      | 6     | Dorothea Wierer         | Italia      | 0'31     | 31'03”2 | 2 (0+0+2+0)      | +1'32”5  |
| 18      | 14    | Susan Dunklee           | Stati Uniti | 0'42     | 31'11”6 | 4 (0+1+0+3)      | +1'40”9  |
| 19      | 21    | Monika Hojnisz          | Polonia     | 0'48     | 31'14”0 | 2 (0+0+0+2)      | +1'43”3  |
| 20      | 7     | Weronika Nowakowska     | Polonia     | 0'31     | 31'25”4 | 2 (1+0+1+0)      | +1'54”7  |
| 21      | 16    | Veronika Vítková        | Rep. Ceca   | 0'44     | 31'42”9 | 2 (1+0+0+1)      | +2'12”2  |
| 22      | 26    | Olena Pidhrušna         | Ucraina     | 1'06     | 31'54”2 | 1 (0+0+0+1)      | +2'23”5  |
| 23      | 19    | Jana Romanova           | Russia      | 0'47     | 31'55”1 | 2 (0+1+1+0)      | +2'24”4  |
| 24      | 18    | Tiril Eckhoff           | Norvegia    | 0'45     | 32'12”3 | 6 (0+1+2+3)      | +2'41”6  |
| 25      | 32    | Zina Kocher             | Canada      | 1'19     | 32'15”1 | 4 (0+2+0+2)      | +2'44”4  |
| 26      | 23    | Éva Tófalvi             | Romania     | 0'55     | 32'15”3 | 3 (1+2+0+0)      | +2'44”6  |
| 27      | 11    | Evi Sachenbacher-Stehle | Germania    | 0'34     | 32'16”6 | 6 (2+1+1+2)      | +2'45”9  |
| 28      | 31    | Megan Imrie             | Canada      | 1'13     | 32'22”7 | 2 (1+0+1+0)      | +2'52”0  |
| 29      | 22    | Andrea Henkel           | Germania    | 0'55     | 32'30”4 | 3 (0+1+1+1)      | +2'59”7  |
| 30      | 46    | Laura Dahlmeier         | Germania    | 1'56     | 32'38”8 | 1 (0+0+0+1)      | +3'08”1  |
| 31      | 8     | Elisa Gasparin          | Svizzera    | 0'31     | 32'42”8 | 5 (2+1+1+1)      | +3'12”1  |
| 32      | 39    | Fuyuko Tachizaki        | Giappone    | 1'41     | 32'49”0 | 1 (0+0+0+1)      | +3'18”3  |
| 33      | 37    | Ljudmila Kalinčyk       | Bielorussia | 1'31     | 32'54”9 | 2 (0+0+0+2)      | +3'24”2  |
| 34      | 33    | Krystyna Pałka          | Polonia     | 1'21     | 32'56”3 | 3 (1+0+1+1)      | +3'25”6  |
| 35      | 43    | Jana Gereková           | Slovacchia  | 1'51     | 32'57”7 | 4 (2+0+0+2)      | +3'27”0  |
| 36      | 35    | Synnøve Solemdal        | Norvegia    | 1'25     | 33'04”3 | 3 (1+0+0+2)      | +3'33”6  |
| 37      | 57    | Elena Chrustalëva       | Kazakistan  | 2'23     | 33'06”5 | 0 (0+0+0+0)      | +3'35”8  |
| 38      | 40    | Magdalena Gwizdoń       | Polonia     | 1'44     | 33'14”3 | 2 (1+0+1+0)      | +3'43”6  |
| 39      | 27    | Lisa Hauser             | Austria     | 1'09     | 33'25”0 | 3 (1+0+1+1)      | +3'54”3  |
| 40      | 41    | Franziska Preuß         | Germania    | 1'46     | 33'34”0 | 3 (0+2+1+0)      | +4'03”3  |
| 41      | 58    | Dar'ja Usanova          | Kazakistan  | 2'27     | 33'54”6 | 2 (1+0+0+1)      | +4'23”9  |
| 42      | 45    | Eva Puskarčíková        | Rep. Ceca   | 1'54     | 33'59”0 | 2 (0+0+1+1)      | +4'28”3  |
| 43      | 51    | Diana Rasimovičiūtė     | Lituania    | 2'12     | 34'07”1 | 2 (0+0+0+2)      | +4'36”4  |
| 44      | 47    | Anaïs Chévalier         | Francia     | 1'57     | 34'14”5 | 1 (1+0+0+0)      | +4'43”8  |
| 45      | 25    | Rosanna Crawford        | Canada      | 1'04     | 34'15”6 | 7 (2+3+2+0)      | +4'44”9  |
| 46      | 52    | Victoria Padial         | Spagna      | 2'15     | 34'30”3 | 2 (1+0+0+1)      | +4'59”6  |
| 47      | 60    | Ekaterina Šumilova      | Russia      | 2'32     | 34'34”2 | 3 (0+2+1+0)      | +5'03”5  |
| 48      | 38    | Michela Ponza           | Italia      | 1'40     | 34'36”4 | 3 (1+1+0+1)      | +5'05”7  |
| 49      | 54    | Nicole Gontier          | Italia      | 2'20     | 34'37”5 | 6 (2+2+0+2)      | +5'06”8  |
| 50      | 55    | Jialin Tang             | Cina        | 2'20     | 34'40”4 | 2 (0+1+0+1)      | +5'09”7  |
| 51      | 44    | Sara Studebaker         | Stati Uniti | 1'53     | 35'00”0 | 5 (3+1+0+1)      | +5'29”3  |
| 52      | 50    | Jitka Landová           | Rep. Ceca   | 2'10     | 35'37”6 | 5 (0+2+3+0)      | +6'06”9  |
| 53      | 49    | Yan Zhang               | Cina        | 2'03     | 36'12”1 | 2 (0+2+0+0)      | +6'41”4  |
| 54      | 53    | Annelies Cook           | Stati Uniti | 2'17     | 36'20”9 | 5 (2+1+1+1)      | +6'50”2  |
| 55      | 48    | Johanna Talihärm        | Estonia     | 2'03     | 37'52”5 | 5 (2+0+0+3)      | +8'21”8  |
| 56      | 34    | Nastassja Dubarėzava    | Bielorussia | 1'23     | 41'01”8 | 12 (1+4+4+3)     | +11'31”1 |
|         | 59    | Megan Heinicke          | Canada      | 2'28     | DNF     | 8 (2+1+3+2)      |          |
|         | 36    | Mari Laukkanen          | Finlandia   | 1'31     | DNS     |                  |          |
|         | 42    | Julija Džyma            | Ucraina     | 1'49     | DNS     |                  |          |
|         | 56    | Marie-Laure Brunet      | Francia     | 2'21     | DNS     |                  |          |

Data: Martedì 11 febbraio 2014

Ora locale:  

Pista: Laura 

Legenda:
- DNS = non partita (did not start)
- DNF = prova non completata (did not finish)
- DSQ = squalificata (disqualified)
- Pos. = posizione
- P = a terra
- S = in piedi